# پراگرس سافتور
پراگرس سافتور (انگلیسی: Progress Software) شرکت نرم‌افزار آمریکایی است، که در سال ۱۹۸۱ تأسیس شد.